# 赫氏無鬚魮
赫氏無鬚魮（学名：Puntius herrei）是輻鰭魚綱鯉形目鯉科的其中一個種，被IUCN列為極危保育類動物，分布於亞洲菲律賓民答那峨島拉瑙湖流域，為特有種，棲息在中底層水域，可做為食用魚。